# Оптическая когерентная томография

Оптическая когерентная томография кончика пальца

Оптическая когерентная томография (ОКТ) — метод неинвазивного исследования тонких слоёв кожи и слизистых оболочек, глазных и зубных тканей человека.
Физический принцип действия ОКТ аналогичен ультразвуковому исследованию с той лишь разницей, что в ОКТ для зондирования биоткани используется оптическое излучение ближнего инфракрасного диапазона (~1 мкм), а не акустические волны. Поэтому терминологически данный метод следует отнести не к томографии, а к эхозондированию, так как при построении ОКТ-изображения не решается томографическая обратная задача.
Применение ОКТ в офтальмологии позволило ряду исследователей получить важную информацию относительно строения сетчатки глаза и её патологических изменениях. Разрешающая способность томографов, применяемых в офтальмологии, позволяет дифференцировать патологические изменения сетчатки, не доступные офтальмоскопии, которая традиционно используется для осмотра глазного дна.
Развитие метода ОКТ с использованием эффекта Доплера получило название оптическая доплеровская томография (ОДТ).